# سالم (أسطورة)
سالم أو شالم (مشتق من الجذر السامي«سلم») كان إلهاً في مجمع الآلهة الكنعاني، إذ تم ذكره في الكتابات المكتشفة في موقع مدينة أوغاريت الأثري في سوريا. اعتبر عالم الآثار والعالم التوراتي والفقيه اللغوي ويليام فوكسويل ألبرايت أن سالم كان إلهاً للغروب والغسق في حين كانت شقيقته سَحَر إلهةً للشروق والسَحَر.

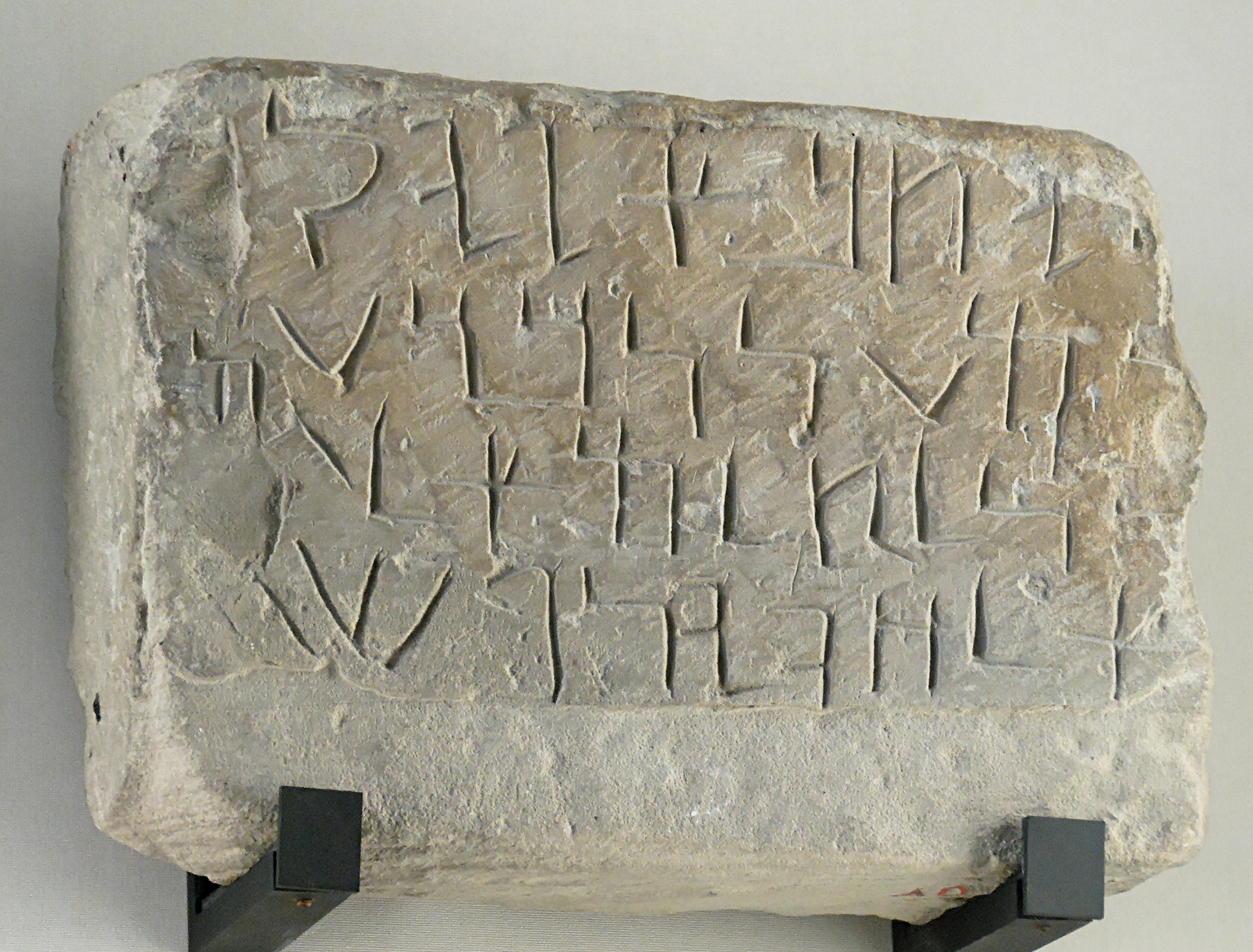
نقش تكريمي آرامي للإله سالم. حجر رملي من القرن الخامس ق.م. اكتشفه هوبر Charles Huber في تيماء في السعودية. عام 1884م والآن موجود في متحف اللوفر.

وصفت الأسطورة الأوغاريتية المعروفة باسم «الآلهة الرحيمة والأكثر جمالاً»، وصفت سالم وشقيقته سَحَر بأنهما من ذرية إيل، حيث ولدا نتيجة لقاء جمع بين إيل وامرأتين على شاطئ البحر، ثم قامت «السيدة» باحتضانهما وتربيتهما والتي من المحتمل أن تكون عناة أو عشيرة وكانا يتميزان بنهم وشهية كبيرة للطعام، كبيرة بحجم «شفة في الأرض وأخرى في السماء».
ذُكر سالم أيضاً بشكل منفصل في قوائم الآلهة الأوغاريتية كما أن اسمه يظهر في أسماء الأشخاص في أوغاريت، حيث يدخل في الأسماء الدينية والألقاب.